# Comuna Siliștea, Teleorman
Siliștea este o comună în județul Teleorman, Muntenia, România, formată din satele Butești, Siliștea (reședința) și Siliștea Mică.

## Demografie
Componența etnică a comunei Siliștea
     Români (94,49%)
     Alte etnii (0%)
     Necunoscută (5,51%)
Componența confesională a comunei Siliștea
     Ortodocși (94,14%)
     Alte religii (0,1%)
     Necunoscută (5,76%)
Conform recensământului efectuat în 2021, populația comunei Siliștea se ridică la 2.049 de locuitori, în scădere față de recensământul anterior din 2011, când fuseseră înregistrați 2.513 locuitori. Majoritatea locuitorilor sunt români (94,49%), iar pentru 5,51% nu se cunoaște apartenența etnică. Din punct de vedere confesional, majoritatea locuitorilor sunt ortodocși (94,14%), iar pentru 5,76% nu se cunoaște apartenența confesională.

## Istorie
La sfârșitul secolului al XIX-lea, comuna nu exista absolut deloc, satul Siliștea Mică purta pe atunci numele de Șopârlești și era parte a comunei Talpa, iar satul Butești făcea parte din comuna Purani. Comuna este consemnată de abia în anul 1931, odată cu regruparea localităților românești, era parte a județului Vlașca și avea în componența sa satele Siliștea și Șopârlești.
În anul 1950, comuna a trecut în administrația raionului Alexandria al regiunii Teleorman, raion care, doi ani mai târziu, a fost inclus în regiunea București. În anul 1964, satul Șopârlești a primit numele de Siliștea Mică.
În anul 1968, comuna a trecut la județul Teleorman, alipindu-se satele Butești, Purani și Puranii de Sus, de la comuna Purani, desființată. Satele Purani și Puranii de Sus s-au desprins de comuna Siliștea, în anul 2004, pentru a forma comuna Purani, cu reședința în satul Puranii de Sus, iar de la acea dată, comuna are actuala structură, însă satul Butești a rămas la comuna Siliștea.

## Politică și administrație
Comuna Siliștea este administrată de un primar și un consiliu local compus din 11 consilieri. Primarul, Alexandru Marin[*], de la Partidul Social Democrat, este în funcție din 2012. Începând cu alegerile locale din 2024, consiliul local are următoarea componență pe partide politice:
|  | Partid                    | Consilieri | Componența Consiliului | Componența Consiliului | Componența Consiliului | Componența Consiliului | Componența Consiliului | Componența Consiliului |
|  | ------------------------- | ---------- | ---------------------- | ---------------------- | ---------------------- | ---------------------- | ---------------------- | ---------------------- |
|  | Partidul Social Democrat  | 6          |                        |                        |                        |                        |                        |                        |
|  | Partidul Național Liberal | 4          |                        |                        |                        |                        |                        |                        |
|  | Uniunea Salvați România   | 1          |                        |                        |                        |                        |                        |                        |

## Monumente istorice
Singurul monument istoric al comunei Siliștea, este Biserica de lemn "Sf. Dumitru" din satul Butești, localizat în cimitirul vechi și care datează din anul 1797.